# Giorgio Albertazzi
Giorgio Albertazzi (Fiesole, 20 agosto 1923 – Roccastrada, 28 maggio 2016) è stato un attore e regista teatrale italiano.
Attore di teatro attivo per decenni sulle scene fu anche uno dei primi divi televisivi, protagonista di letture poetiche e di sceneggiati di grande successo.

## Biografia
Nacque a Fiesole, in provincia di Firenze il 20 agosto 1923 e lì trascorse l'infanzia, in una dépendance della Villa I Tatti di Bernard Berenson presso cui prestava servizio suo nonno Ferdinando.  
Il padre Attilio era nativo di Bologna e lavorava alle ferrovie come addetto agli scambi, mentre la madre Lina Falsini, nativa della provincia di Arezzo, è scomparsa nel 1987 affetta da demenza senile.
L'adesione alla Repubblica Sociale non fu mai rinnegata da Albertazzi; la questione fu più volte argomento di polemica, ad esempio quando fu nominato alla guida del Teatro di Roma, o quando, qualche anno prima, gli era stato revocato all'ultimo momento un incarico come docente a contratto all'Università di Torino.
In più occasioni l'artista dichiarò di aver compiuto quella scelta per ragioni di famiglia e di ideale. Nel 1989 disse in un'intervista: «...scelsi, volutamente, la causa persa, per il piacere dell'avventura». Altrove spiegò: «Per chi come me aveva il mito non tanto del Duce ma di Ettore Muti, ucciso dai badogliani, di Italo Balbo, abbattuto nel cielo della Sirte, degli eroi della Folgore disfatti a El Alamein, la "parte legale", l'Italia, era quella. E io ho combattuto per l'Italia».
Più tardi ulteriormente precisò: «Ho aderito alla Repubblica Sociale perché venivo fuori da una famiglia che aveva vissuto il fascismo, e per me e altri era la scoperta di una via socialista anticlericale e contro il re, e sono coscientissimo che, sia quelli che si sono schierati come me, sia quelli che hanno abbracciato un'ideologia partigiana volevano altrettanto sostenere una posizione di dignità, di morale e di fermezza [...]. L'identità che man mano m'è venuta fuori è quella di un anarchico di centro».
Nel 1943 aderì alla Repubblica di Salò, ricoprendo il grado di sottotenente nella 3ª Compagnia della "Legione Tagliamento" - GNR, dopo aver sostenuto un corso di formazione di otto mesi presso la Scuola allievi ufficiali di Vicenza e poi di Lucca. Con la sconfitta della R.S.I. nel 1945 fu arrestato con l'accusa di aver comandato a Sestino, il 27 luglio 1944, il plotone di esecuzione del partigiano Ferruccio Manini  e di collaborazionismo. Fu rinchiuso nel Campo di concentramento di Coltano, trascorse due anni in carcere a Firenze, a Bologna e a Milano, per essere poi liberato nel 1947 a seguito della cosiddetta "amnistia Togliatti". Albertazzi dichiarò di essere stato prosciolto in fase di istruttoria dal Tribunale militare di Milano nel 1948 per non aver commesso il fatto e non confermò mai la sua presenza nella 3ª Compagnia, 2º Plotone fucilieri del LXIII Battaglione "M", che operò nella sanguinosa repressione antipartigiana fra il settembre del 1944 e l'aprile del 1945.
Diplomato al liceo classico e laureato in architettura, si dedicò successivamente alla recitazione in fotoromanzi, in teatro, al cinema e in televisione, dove esordì nel gennaio 1954, appena 26 giorni dopo l'esordio della TV in Italia, recitando in diretta la tragedia di Shakespeare Romeo e Giulietta nel suo programma televisivo La prosa del venerdì. L'anno successivo inaugurò la trasmissione Appuntamento con la novella, divenuta un appuntamento fisso della tv italiana.
Esordì sul palcoscenico nel 1949 in Troilo e Cressida di Shakespeare, con la regia di Luchino Visconti al Maggio Musicale Fiorentino. Pur avendo girato una trentina di film (tra cui una pellicola di Resnais, L'anno scorso a Marienbad) e avendo lavorato molto in televisione, soprattutto come interprete di sceneggiati televisivi di successo negli anni sessanta (tra cui L'idiota e Jekyll), era noto soprattutto come grande attore di teatro, spesso anche regista dei propri spettacoli.
Nel 1964, in occasione del 400º anniversario della nascita di Shakespeare, esordì al teatro Old Vic di Londra con Amleto, diretto da Franco Zeffirelli e con protagoniste femminili Anna Proclemer e Anna Maria Guarnieri. Lo spettacolo rimase in cartellone per due mesi e lo stesso attore venne premiato con una foto nella galleria dei grandi interpreti shakespeariani del Royal National Theatre, unico attore non di lingua inglese. Nel 1967 affiancò Monica Vitti nel film Ti ho sposato per allegria.
Come regista televisivo e come attore protagonista girò nel 1969 Jekyll, tratto dal romanzo Lo strano caso del dottor Jekyll e del signor Hyde di Robert Louis Stevenson. Il suo primo e unico film come regista cinematografico, Gradiva, del 1970 - ove appare con Laura Antonelli - ebbe grossi problemi con la produzione e la distribuzione, uscì solo in alcune sale e fu presto ritirato.
Al Teatro alla Scala di Milano nel 1969 interpretò Edipo in Edipo re di Sofocle con musiche di scena di Andrea Gabrieli per regia di Giorgio De Lullo, con Anna Proclemer, Renzo Palmer, Gualtiero Tumiati, Mario Erpichini, Gabriele Lavia, Alfredo Bianchini, Roberto Rizzi e Tonino Pierfederici. Nel 1974 prese parte alla serie televisiva Philo Vance, interpretando la parte dell'investigatore creato da S. S. Van Dine.

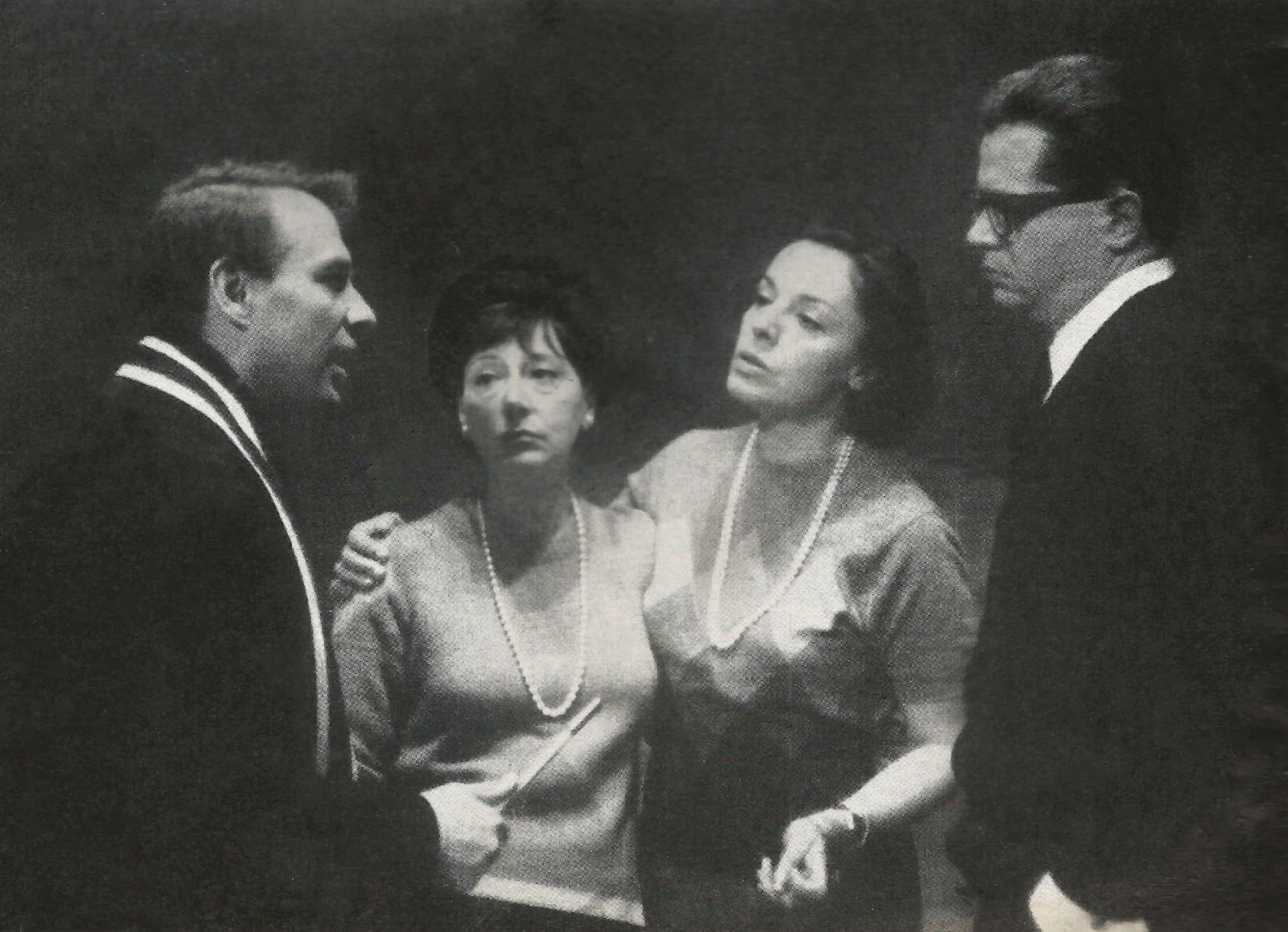
In palcoscenico per Maria Stuarda con Giorgio Albertazzi, Lilla Brignone, Anna Proclemer, Luigi Squarzina regista (1964)

Al Teatro La Fenice di Venezia nel 1980 curò la regia e l'adattamento di Peer Gynt, da Henrik Ibsen, con musiche di scena di Edvard Grieg, di cui fu anche voce recitante con Anna Proclemer, Elisabetta Pozzi e Bianca Toccafondi, diretto da Piero Bellugi. Nel 1988, per il Dipartimento Scuola Educazione ha realizzato una lettura integrale dell'Inferno di Dante Alighieri, trasmessa da Rai 3. È tornato in televisione nel 1993, questa volta su Canale 5, nello sceneggiato Passioni. Dal 1994 ha fondato e diretto, insieme con l'Associazione Progetto Città, il Laboratorio Arti Sceniche Città di Volterra Il Verso L'Afflato Il Canto dal quale sono nati decine di giovani attori e attrici. Nel 1996 si è candidato alla Camera nel collegio di Tradate: sostenuto dal centro-destra, ottenne il 31% dei voti e venne sconfitto dal rappresentante della Lega Nord Carlo Ambrogio Frigerio.
Nel 1995 su proposta dell'Associazione "Progetto Città" di Volterra, fonda e dirige il Laboratorio Arti Sceniche Città di Volterra "Il Verso L'Afflato, Il Canto" dal quale sono usciti numerosi giovani talenti 

Giorgio Albertazzi con Bianca Toccafondi nel 1955, ai tempi della loro unione

Nel 1997 collaborò con la cantante Giuni Russo in Verba Tango, spettacolo di musica contemporanea e poesia prodotto da Ezio Trapani. Sempre nello stesso anno ha interpretato, insieme con Franca Rame, il testo di Dario Fo Diavolo con le zinne, portandolo al Festival di Taormina. Nel 1999 portò sulle scene Borges in tango con gli allievi della Scuola di Volterra. Dal 2003 è stato direttore del Teatro di Roma, ruolo poi dismesso anni dopo.
A coronamento di una carriera molto intensa e peraltro ancora attiva, nel 2004 il pubblico italiano gli ha attribuito il Premio Gassman alla carriera. Contemporaneamente ha portato in scena, insieme con Dario Fo, una serie di spettacoli-lezioni sulla storia del teatro in Italia, successivamente trasmessi da Rai 2. Il 10 febbraio 2006 ha interpretato il Canto di Ulisse, da Dante, nel corso della Cerimonia di apertura dei XX Giochi olimpici invernali di Torino. È stato insignito dell'Ordine della Minerva dall'Università degli Studi "Gabriele d'Annunzio".

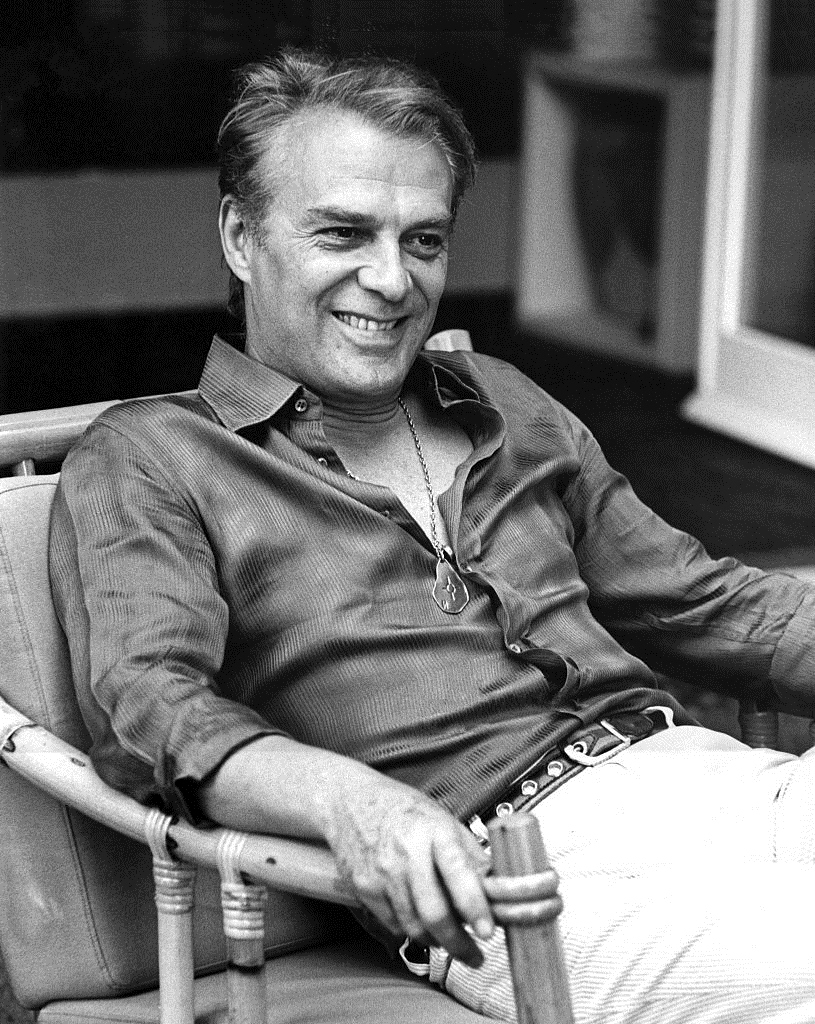
Giorgio Albertazzi nel 1974

Sua compagna sulla scena e nella vita (dopo un rapporto sentimentale con l'attrice Bianca Toccafondi) a partire dal 1956 è stata Anna Proclemer. Il 12 dicembre 2007 ha sposato a Roma, con rito civile, la nobildonna fiorentina Pia Tolomei di Lippa, sua compagna già da diverso tempo. Il matrimonio suscitò l'interesse delle cronache a causa della differenza d'età tra i due, 36 anni: 84 Albertazzi, 48 la neo-moglie.
Nel 2009, al Teatro Ghione, ha recitato in Lezioni americane di Italo Calvino, per la regia di Orlando Forioso, e al Teatro greco di Siracusa ha interpretato Edipo a Colono di Sofocle per la regia di Daniele Salvo.
Sempre nel 2009, per Rai 2, ha registrato una lettura della Divina Commedia fra le rovine del centro storico dell'Aquila, in seguito al terremoto del 6 aprile. Il 1º settembre 2013 ha ricevuto la cittadinanza onoraria di Ricadi.
Nel 2014 ha preso parte alla decima edizione di Ballando con le stelle su Rai 1, diventando il concorrente più anziano di tutte le edizioni internazionali del programma, superando l'attrice Cloris Leachman che nel 2008, all'età di 82 anni, aveva partecipato all'edizione americana. Nella stagione 2014-2015 al Teatro Ghione è stato interprete di Il mercante di Venezia insieme con Franco Castellano.
L'attore è morto il 28 maggio 2016 alla Villa Tolomei di Sticciano, dimora della moglie, per una bronchite, nella Maremma Grossetana; aveva 92 anni. Per sua volontà non sono stati celebrati funerali.
Dopo la sua morte, l'Istituto bergamasco per la storia della Resistenza ha pubblicato sul suo sito una critica dal titolo Gli elogi funebri a Giorgio Albertazzi.

## Filmografia

### Attore

#### Cinema

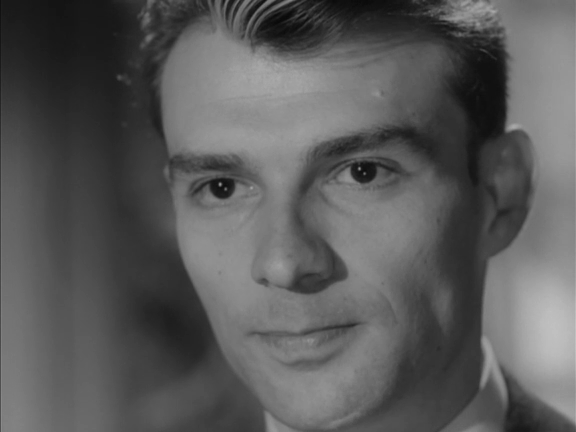
Un primo piano di Giorgio Albertazzi nel film Tradita (1954)

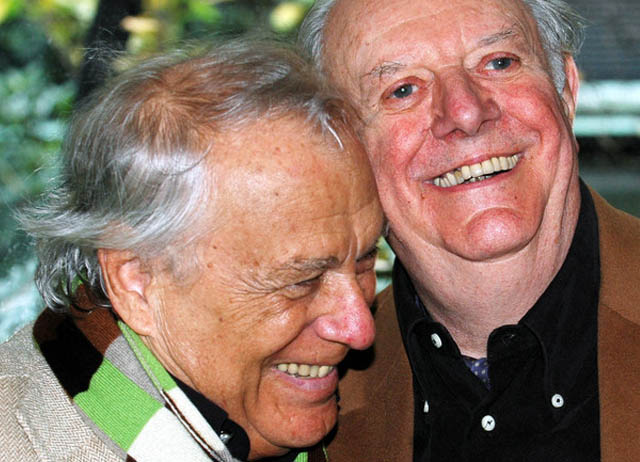
Giorgio Albertazzi con Dario Fo

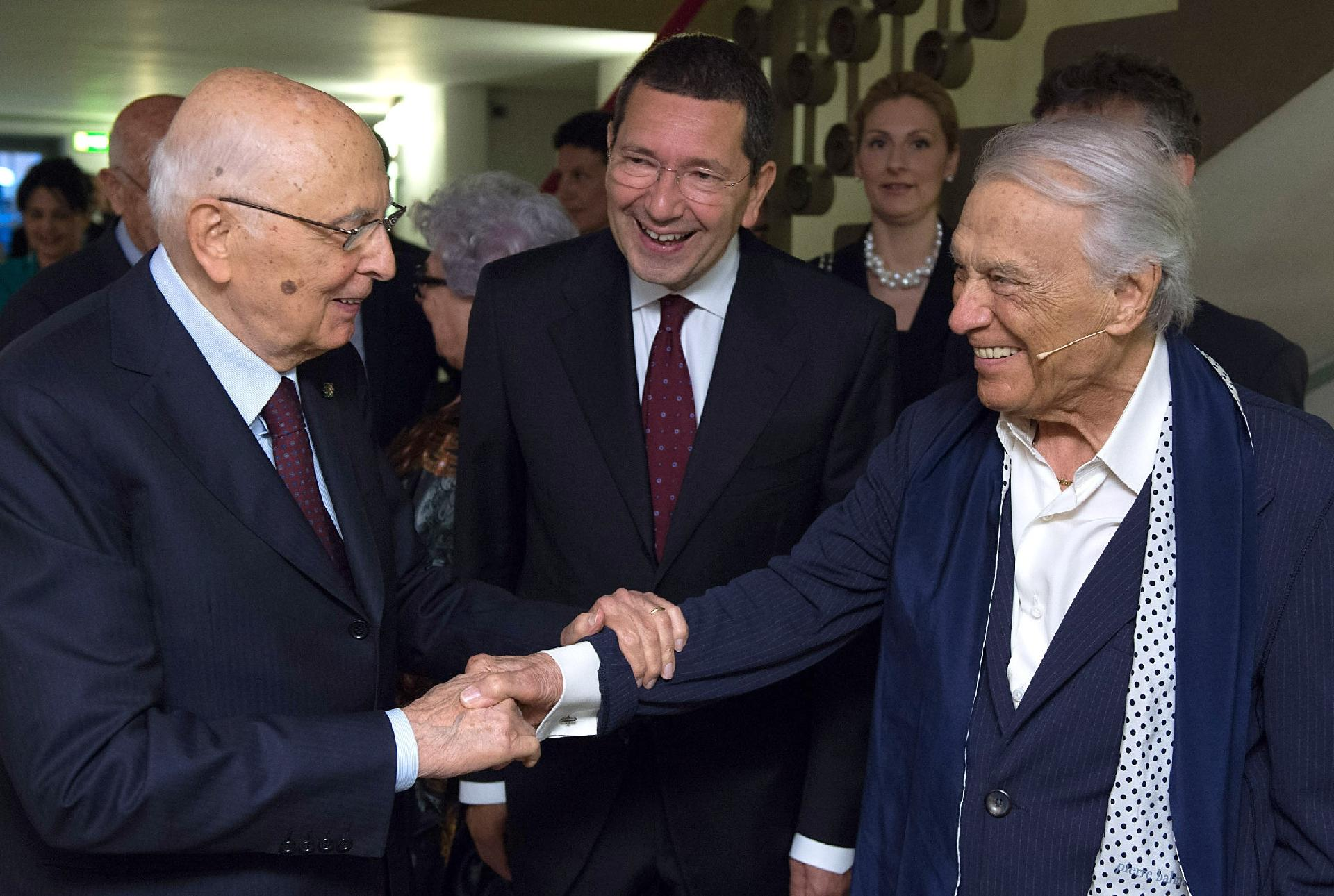
Giorgio Napolitano, Ignazio Marino e Giorgio Albertazzi al Teatro Argentina

- Lorenzaccio, regia di Raffaello Pacini (1951)
- Art. 519 codice penale, regia di Leonardo Cortese (1952)
- Don Camillo, regia di Julien Duvivier (1952)
- Gioventù alla sbarra, regia di Ferruccio Cerio (1953)
- I Piombi di Venezia, regia di Gian Paolo Callegari (1953)
- Il mercante di Venezia (Le marchand de Venise), regia di Pierre Billon (1953)
- Tradita, regia di Mario Bonnard (1954)
- Delirio, regia di Pierre Billon e Giorgio Capitani (1954)
- Uomini ombra, regia di Francesco De Robertis (1954)
- Labbra rosse, regia di Giuseppe Bennati (1960)
- Morte di un bandito, regia di Giuseppe Amato (1961)
- L'anno scorso a Marienbad (L'année dernière à Marienbad), regia di Alain Resnais (1961)
- La rossa (Die Rote), regia di Helmut Käutner (1962)
- Eva, regia di Joseph Losey (1962)
- Violenza segreta, regia di Giorgio Moser (1963)
- Ti ho sposato per allegria, regia di Luciano Salce (1967)
- Caroline chérie, regia di Denys de La Patellière (1968)
- Gradiva, regia di Giorgio Albertazzi (1970)
- L'assassinio di Trotsky (The Assassination of Trotsky), regia di Joseph Losey (1972)
- La nottata, regia di Tonino Cervi (1974)
- 5 donne per l'assassino, regia di Stelvio Massi (1974)
- Mark il poliziotto, regia di Stelvio Massi (1975)
- Tutti gli anni una volta l'anno, regia di Gianfrancesco Lazotti (1994)
- Fatal Frames - Fotogrammi mortali, regia di Al Festa (1996)
- Crimine contro crimine, regia di Aldo Florio (1998)
- Li chiamarono... briganti!, regia di Pasquale Squitieri (1999)
- Tutta la conoscenza del mondo, regia di Eros Puglielli (2001)
- L'avvocato De Gregorio, regia di Pasquale Squitieri (2003)
- Ora e per sempre, regia di Vincenzo Verdecchi (2004)
- AD Project, regia di Eros Puglielli (2006)
- La rabbia, regia di Louis Nero (2008)
- C'è chi dice no, regia di Giambattista Avellino (2011)
- Un'avventura romantica, regia di Davide Cavuti (2016)
- La sindrome di Antonio, regia di Claudio Rossi Massimi (2016)

#### Televisione
- Delitto e castigo, regia di Franco Enriquez - sceneggiato TV, trasmesso il 12 marzo 1954.
- Spettri, di Henrik Ibsen, regia di Mario Ferrero - teatro, trasmessa il 28 ottobre 1954.
- Un premio per Bruno Rossi, originale televisivo di Aldo Nicolaj, regia di Silverio Blasi, trasmesso il 17 maggio 1955
- Piccolo mondo antico – miniserie TV, trasmessa nel 1957.
- L'idiota, regia di Giacomo Vaccari – miniserie TV, trasmessa dal 26 settembre al 17 ottobre 1959.
- La foresta pietrificata, regia di Franco Enriquez (1959)
- Vita di Dante, regia di Vittorio Cottafavi – miniserie TV, trasmessa dal 12 al 19 dicembre 1965.
- Don Giovanni, regia di Vittorio Cottafavi – film TV (1967)
- Jekyll, regia di Giorgio Albertazzi – miniserie TV trasmessa dal 16 febbraio al 9 marzo 1969
- Il matrimonio di Figaro, dall'opera di Pierre-Augustin Caron de Beaumarchais, regia di Sandro Sequi, trasmessa dal Secondo programma il 28 gennaio 1972
- La folie Almayer, regia di Vittorio Cottafavi – film TV (1973)
- Philo Vance, regia di Marco Leto – miniserie TV (1974)
- Passioni, regia di Fabrizio Costa – serie TV (1993)
- La rivale, regia di Alain Nahum – film TV (1999)
- La casa delle beffe, regia di Pier Francesco Pingitore – miniserie TV (2000)
- Il giorno della Shoah, regia di Pasquale Squitieri – film TV (2010)

##### Partecipazione a Carosello
Prese parte come testimonial ad alcuni numeri della rubrica pubblicitaria televisiva Carosello: nel 1958 e 1959, per la pastina glutinata Barilla, nel 1963 (solo voce), per la Durban's; nel 1964, insieme ad Anna Proclemer, per l'Idrolitina della Gazzoni; nel 1968 per le confezioni Sanremo.

### Regista

#### Cinema
- Gradiva (1970)

#### Televisione
- Jekyll – miniserie TV (1969)
- La fastidiosa di Franco Brusati (1973)
- La governante di Vitaliano Brancati, interprete e regia – sceneggiato TV (1978)
- George Sand – miniserie TV (1981)
- La professione della signora Warren di George Bernard Shaw, con Gabriele Antonini, Luca Dal Fabbro, Gabriele Ferzetti, Franco Graziosi, Franca Rame, Mariella Lo Giudice, prosa, trasmessa il 21 dicembre 1981.
- Colui che non sta al gioco, commedia di Hugo von Hofmannsthal (1985)[14]
- Gli angeli del potere – film TV (1988)

## Prosa radiofonica Rai
- Cristoforo Colombo, opera radiofonica di Alberto Savinio, regia di Anton Giulio Majano, trasmessa il 8 ottobre 1952.
- Pane vivo, regia di Alberto Casella, trasmessa il 29 marzo 1956.
- Recitazione del caso di Pietro Pagolo Boscoli e di Agostino Capponi, di Luca Della Robbia, trascrizione di Andrea Camilleri, regia di Orazio Costa, trasmessa il 15 aprile 1960.
- Jekyll, riduzione radiofonica di e con Giorgio Albertazzi, musiche di Gino Marinuzzi 1968

Radio
• Voi ed Io, programma d'intrattenimento radiofonico del mattino tutti i giorni dal lunedì al sabato dalle 9,15 alle 11,30 sul Programma Nazionale Radiorai per un mese intero nel luglio 1970.

## Teatrografia parziale

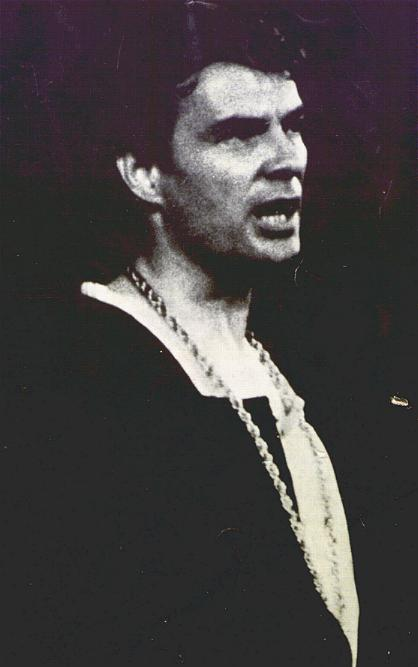
Giorgio Albertazzi in una interpretazione dell'Amleto di Shakespeare nel 1964

- Zeami, regia di Gian Pietro Calasso (1951), Maggio Musicale Fiorentino
- Amleto, regia di Franco Zeffirelli (1964)
- Edipo re, regia di Giorgio De Lullo (1969)
- Peer Gynt, musiche di scena e dramma elaborato per concerto al Teatro La Fenice di Venezia (1980)
- Commedia d'amore (Romantic Comedy), di Bernard Slade, interpretato e diretto da Giorgio Albertazzi, con Ornella Vanoni (1985)
- Memorie di Adriano, regia di Maurizio Scaparro (1989)
- Il girifalco dell'harem, regia di Giorgio Albertazzi. Teatro Vittorio Emanuele di Messina al Taormina Film Fest (1995)
- Il giovane Faust, di Johann Wolfgang von Goethe, regia di e con Giorgio Albertazzi (1999)
- Lezioni americane, di Italo Calvino, regia di Giorgio Albertazzi (2000)
- Quando si è qualcuno, di Luigi Pirandello, regia di e con Giorgio Albertazzi (2005)
- Serata d'onore, di Giorgio Albertazzi, con Michele Placido e con le musiche di Davide Cavuti (2007)
- Satyricon, di Giorgio Albertazzi, con Michele Placido prodotto da Ercole Palmieri (2007)
- Edipo a Colono, di Sofocle, regia di e con Giorgio Albertazzi (2009)
- Artisti e libertari con D’Annunzio a Fiume, di e con Giorgio Albertazzi, Michele Placido (2010)
- Prima che il sogno..., spettacolo teatrale di e con Giorgio Albertazzi, Michele Placido (2010)
- Amleto e altre storie, spettacolo teatrale di e con Giorgio Albertazzi e con Roberta Caronia (2011)
- Giorgio Albertazzi e il Teatro di Roma, spettacolo di e con Giorgio Albertazzi e con le musiche di Davide Cavuti (2012)
- Io ho quel che ho donato, di Gabriele D'Annunzio, regia di e con Giorgio Albertazzi (2013)
- Galeotto fu Dante, di e con Giorgio Albertazzi (2014)
- Il mercante di Venezia, di William Shakespeare, con Giorgio Albertazzi, Franco Castellano (2014)
- Miti ed Eroi, spettacolo teatrale di e con Giorgio Albertazzi (2014)
- Il nostro tango per Borges, regia di Francesco Tavassi con Giorgio Albertazzi e Mariangela D'Abbraccio (2015)
- Serata d'onore, spettacolo di e con Giorgio Albertazzi e con le musiche di Davide Cavuti (2015)
- La tempesta, di William Shakespeare, regia di Daniele Salvo (2015)

## Doppiaggio
- Gérard Philipe in Le belle della notte, L'uomo e il diavolo
- Jean Marais in Le notti bianche
- Francisco Rabal in Marisa la civetta
- John McEnery in Romeo e Giulietta
- Voce narrante in Miracolo a Ferrara, Lauta mancia, America così nuda, così violenta, Questo sporco mondo meraviglioso, Dogville, Seabiscuit - Un mito senza tempo

## Doppiatori italiani
- Stefano Sibaldi in Delirio

## Programmi televisivi
- Ballando con le stelle 10 (Rai 1, 2014) - Concorrente
- Giorgio Albertazzi - Vita, morte e miracoli (Rai 5, 2016) - Opera postuma

## Discografia parziale

### Album
- 1961 - D'Annunzio - Brani scelti da la figlia di Jorio (La voce del padrone, QELP 8045, LP) con Anna Proclemer
- 1963 - Eliot - La terra desolata (Stereoletteraria, SPM 103, LP)
- 1974 - La solitudine (Cetra, LP) con Vittorio Gassman
- Dante - Inferno (Sansoni Accademia Editori, SLI 03, LP) con Tino Buazzelli, Tino Carraro, Ottavio Fanfani, Davide Montemurri
- Dante - La divina commedia - Paradiso (Nuova Accademia Del Disco, BLI 2005, LP) con Ernesto Calindri, Tino Carraro, Anna Proclemer, Ottavio Fanfani
- Eluard (LP) con Gérard Philipe
- Leopardi - Canti (Cetra, CLC 0829, LP) con Arnoldo Foà, Vittorio Gassman, Alberto Lupo
- Neruda - 20 poesie d'amore e una canzone disperata (SPM 101, LP)
- Pasternak - Poesie (SPM 102, LP)
- Poesie e canzoni con Federico Zecchin

### Singoli
- 1955 - Petrarca (Cetra - Collana Letteraria Documento, CL 0418, EP 7")
- 1957 - Solitudine (Cetra - Collana Letteraria Documento, CL 0434, EP 7")
- 1961 - Lettere d'amore (Cetra - Collana Letteraria Documento, CL 0477, EP 7")
- 1965 - Discorso della montagna (Cetra - Collana Letteraria Documento, CL 0419, EP 7")
- 1969 - Questa cosa che chiamiamo mondo/Tema di Linda (Carosello, CL 20222, 7") sigla dello sceneggiato Jekyll
- 1969 - Ti amo... ed io di più/Edda Sospendi il tempo (Broadway International, 7") con Anna Proclemer
- 1970 - Miraggio d'estate (Carosello, 7") con Penny Brown
- I fioretti di S. Francesco (Istituto Internazionale Del Disco, SIL 4001, EP 7") con Antonio Baldini
- Giorgio Sacchetti - Tre novelle lette da Giorgio Albertazzi (Istituto Internazionale Del Disco, SIL 4096, EP 7")
- Neruda, Barcarola e altre poesie (Nuova Accademia Disco, DP 6008, EP)

### Partecipazione
- 2016 - Vitae album di Davide Cavuti

## Libri
- La nave dei liberti, Bologna, Cappelli, 1953.
- Pilato sempre, Milano, Ghisoni, 1973.
- Uomo e sottosuolo, Milano, Ghisoni-Contemporanea, 1976.
- Un perdente di successo, Milano, Rizzoli, 1988. ISBN 88-17-53014-X.
- Poesie e pensieri, a cura di Pia Tolomei di Lippa, Mariangela D'Abbraccio, Eugenio Murrali, Walter Veltroni, Bologna, Cue Press, 2020. ISBN 9788855100465.

## Riconoscimenti
- Globo d'oro
  - 2003 – Candidatura al migliore attore per L'avvocato De Gregorio
- Premio Flaiano sezione teatro
  - 1993 – Premio alla carriera[15]
- Premio Ubu
  - 1980/1081 – Migliore attore per Re Nicolò

## Onorificenze

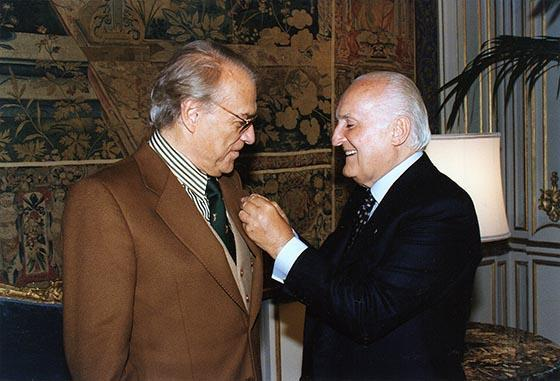
Oscar Luigi Scalfaro conferisce l'onorificenza di Gran Croce a Giorgio Albertazzi

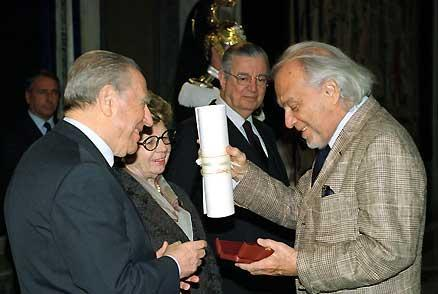
Il Presidente Carlo Azeglio Ciampi consegna il Diploma di 1ª Classe con Medaglia d'Oro a Giorgio Albertazzi